# Isla Talavera
La isla Talavera  es una de las islas que componen el sector bonaerense del Delta del río Paraná, en el centro-este de la República Argentina. Se encuentra entre el río Paraná Guazú y el Pasaje Talavera, en la jurisdicción 4° sección de islas del Delta del Paraná, en los partidos de San Fernando, Campana y Zárate. 
Un sector del delta del río Paraná fue declarado Reserva de Biosfera por la Unesco.
Se cruza de Zárate, provincia de Buenos Aires a la  isla Talavera por el Complejo Ferrovial Zárate - Brazo Largo sobre el Paraná de las Palmas.
En la isla se encuentra la «Escuela de Educación Agraria Nº 1 Isla Talavera», dependiente del Ministerio de Educación de la provincia de Buenos Aires